# Revista de L'Alguer
La Revista de L'Alguer (primer amb el subtítol "Periòdic de cultura dels Països Catalans" —del volum 1 al volum 3— i, més endavant, amb el d'"Anuari acadèmic de cultura catalana" —del volum 4 fins al darrer volum, el 10—) va ser un anuari científic pluridisciplinari alguerès escrit en llengua catalana, creat i dirigit pel poeta i lingüista Rafael Caria i publicat entre 1990 i 1999 pel Centre de Recerca i Documentació Eduard Toda.
Les recerques que incloïa abastaven vint-i-dos camps científics diferents, que anaven de l'antropologia a la toponímia, passant per la filologia, la filosofia, el folklore, la pedagogia i la música. La publicació va comptar amb la col·laboració de més de setanta investigadors catalans, sards i d'altres països d'Europa i d'Amèrica.
El comitè científic estigué format inicialment per Joan Ainaud de Lasarte, Bruno Anatra, Antoni M. Badia i Margarit, Joan Bastardas, Jordi Carbonell i de Ballester, Enric Casassas, Luisa D'Arienzo, Antoni Ferrando, Ramon Folch i Guillèn, Emili Giralt, Giuseppe Grilli, Josep Maria Llompart, Francesco Manconi, Josep Massot i Muntaner, Joan Peana, Vicent Pitarch, Matilde Salvador, Miquel Tarradell, Franca Valsecchi, Francesc Vallverdú, Joan Veny i Pere Verdaguer, al qual es van incorporar posteriorment, en un moment o altre, August Bover i Font, Renzo Chessa, Ignazio Delogu i Giovanni Lobrano. A més de Rafael Caria, el comitè de redacció va comptar, en diferents moments, amb Joaquim Arenas, Andreu Bosch, August Bover i Font, Renzo Chessa, Carles Duarte, Àngels Massip, Maria Pilar Perea, Aldo Sari i Anna Segreti. I el secretariat de redacció amb Giannella Bilardi, Esteve Campus i Filly Chessa, a més d'Annamaria Caria, que s'hi va incorporar a partir del volum 3, i de Roberto Pinto, en el darrer volum.
La publicació i distribució de la revista va tenir sempre l'ajut del Municipi de l'Alguer i de la Generalitat de Catalunya i, en molts dels seus volums, també del Banco di Sardegna, de la Regione Autonoma della Sardegna i de l'Azienda Autonoma di Soggiorno e Turismo di Alghero.